# 质点 (卡巴拉)
质点（英文：Sephirot 或 Sephiroth；希伯来文：סְפִירוֹת），中文又译作“源质”（单数）或“源体”（复数），本意“计数”，是卡巴拉思想中的十种属性／流溢。透过这些质点，无限（即自我显现前的上帝）彰显自身，又接连不断地创造物质领域以及一连串更高的形而上学领域。（这一演化顺序又称为Seder hishtalshelus，链状进程。）英文质点中亦可译为Sefirot/Sefiroth，单数形式Sephirah/Sefirah等。
在卡巴拉的历史发展中，不同学派对质点提出了不同的构成结构，表达了不同的灵性层面。计数到十的传统始于《创世之书》，“虚无的十位质点，既非九，也非十一”。 虽然不同学派总共列出了十一个质点，但其中的两个质点（王冠与知識）被看作是同一本质的潜意识表现与意识的表现，所以这十一个质点归为十个类别。卡巴拉思想描述了质点的功能结构，这种结构既引导了神的创造生命的力量，又向被创造之物彰显未知的神的本质。
位于智慧之上的第一位质点描述了神的意志。第二位质点描述了意识中的神的智慧，第三位质点描述了主次意识中的神的感情。Binah与王國这两位质点都是阴性的，它们作为卡巴拉中的阴性法则被描绘为一个接受外部阳性之光的容器，继而在内部培育诞生下一级质点。卡巴拉将人的灵魂视为神的反映（创世纪1：27提及，“神就照着自己的形像造人，乃是照着他的形像造男造女 。”），更广泛地说，所有的创造之物都可视为质点中其生命源的反映。因此质点也描绘了人的心灵活动，并构成了卡巴拉中理解万物的概念范式。卡巴拉中存在两个核心隐喻来描述神性以及伴随其存在的光（Ohr），其中光的隐喻就来源于上述的人的灵魂与神的关系。然而虽然卡巴拉反复地强调需要避免所有有形的解释，但质点还是与人的身体结构产生了联系，并被重组演化为角色。在质点结构中，每个质点下都潜藏着一种推动力，通过与人的心灵体验中相应的心理状态做对比，就能更好地理解这种推动力。
哈西德犹太教派哲学一直力图将犹太教神秘主义的体验内化到每天的灵感（Devekut）中，以探索质点的内在活动——质点在人事奉神时所起的作用。

## 十个质点
质点，字面意义为“计数”，但早期的卡巴拉学者从同样的希伯来文词根中提出若干其它的词源的可能性 ：sefer（文献），sippur （讲故事），sappir（天蓝色的，光辉，大师），separ（边界）以及safra（作家）。所以质点这个术语在卡巴拉中含有复杂的含义。
质点被认为与造物主的意志相关，这些质点不应被视为十个不同的“上帝”，而应视为同一上帝通过流溢来彰显意志的十种不同方式。在Cordoveran Kabbalah中，王冠（神圣意志）被列入第一个质点中，它居于意识之上，是介于上帝与其他意识质点之间的媒介物。质点由神圣意志发散流出，卡巴拉认为王冠内的不同层级反映了上帝内在与外在的意志。王冠最深处的隐藏层级，在一些文献中也被称为“未知的太初”， 。王冠最深处及其以上的质点，则与无限（神圣本质）相统一。王冠并不是能够带来改变的上帝，而是一种感知上帝要带来的改变的能力。卡巴拉强调了这种“发光体”（“Ma'Ohr （页面存档备份，存于）”，即本质）与它散发流出的 “光”（“Ohr （页面存档备份，存于）”）之间的不同，就是为了避免神性中的许多异教主张。在12世纪早期的宣传中，卡巴拉受到了来自拉比（Rabbis）犹太教的彻底批判，拉比服从于“Hakirah”（一种中世纪的犹太哲学），其中所谓的多元性入门简介实为犹太一神论，并认为彰显出的流溢的多元性，源于造物，而非源于无限的神圣本质。

### 列表
十个质点是一个逐步彰显神性计划的过程，这就如同在造物中展现自身。在中世纪的卡巴拉的文献中，例如在卡巴拉的核心著作《光辉之书》中，十个质点已被全部发现。卡巴拉中质点名称的的希伯来语词源，被认为涉及到每个质点的词汇意义的细微差别方面。精神的与物质的创造之间的直接关联，以及它们的希伯来文名称，都反映了卡巴拉宗教体系中，造物是由上帝隐喻性的言辞构成的，而这正如创世纪第一章所述。卡巴拉详细说明了质点。在第一个完整的卡巴拉系统中，通过16世纪Moshe Cordovero（即Cordoveran Kabbalah）的理性综合，质点由高至低被列述如下：
| 类别           | 质点     | 质点     | 质点               | 质点                  |
| 类别           | 編號     | 名稱     | 希伯來文           | 意義                  |
| -------------- | -------- | -------- | ------------------ | --------------------- |
| 高于意识       | 1        | 王冠     | כתר                | 王冠（Crown）         |
| 意识的智慧     | 2        | Chokhmah | תתמה               | 智慧（Wisdom）        |
| 意识的智慧     | 3        | Binah    | בינה               | 理解（Understanding） |
| 意识的情感     |          |          |                    |                       |
| 首要的情感     |          |          |                    |                       |
| 4              | Chesed   | חסד      | 慈悲（Kindness）   |                       |
| 5              | Geburah  | גברה     | 严厉（Severity）   |                       |
| 6              | Tifereth | תפארת    | 美丽（Beauty）     |                       |
| 次要的情感     |          |          |                    |                       |
| 7              | Netzach  | נצח      | 胜利（Eternity）   |                       |
| 8              | Hod      | הוד      | 宏伟（Splendor）   |                       |
| 9              | Yesod    | סוד'     | 基础（Foundation） |                       |
| 驱动活动的容器 |          |          |                    |                       |
| 10             | Malkuth  | מלכות    | 王国（Kingship）   |                       |

16世纪，Isaac Luria的卓越的卡巴拉方案——鲁利安体系的卡巴拉（Lurianic Kabbalah （页面存档备份，存于））中，列表中质点有些许的不同——取出了王冠并加入了知識，所以知識被视为非意识的王冠的意识表现。这种观点的不同反映了中世纪早期的争论——王冠能否被认为与无限光（Ohr Ein Sof）自身等同，或者说王冠能否作为第一个被显现的质点。仅当涉及到质点的内在之光时，Isaac Luria才将王冠添加进质点列表。而在那些只作为形成属性（容器）的普通的质点列表中 ，Isaac Luria认为王冠过于崇高，并不会其加入列表：
| 类别                   | 质点     | 质点     | 质点               | 质点                  |
| 类别                   | 編號     | 名稱     | 希伯來文           | 意義                  |
| ---------------------- | -------- | -------- | ------------------ | --------------------- |
| 意识的智慧             | 1        | Chokhmah | תתמה               | 智慧（Wisdom）        |
| 意识的智慧             | 2        | Binah    | בינה               | 理解（Understanding） |
| 意识的智慧             | 3        | 知識     | דעת                | 知识（Knowledge）     |
| 意识的情感             |          |          |                    |                       |
| 首要的情感             |          |          |                    |                       |
| 4                      | Chesed   | חסד      | 慈悲（Kindness）   |                       |
| 5                      | Geburah  | גברה     | 严厉（Severity）   |                       |
| 6                      | Tifereth | תפארת    | 美丽（Beauty）     |                       |
| 次要的情感             |          |          |                    |                       |
| 7                      | Netzach  | נצח      | 胜利（Eternity）   |                       |
| 8                      | Hod      | הוד      | 宏伟（Splendor）   |                       |
| 9                      | Yesod    | סוד'     | 基础（Foundation） |                       |
| 将光带入行动之界的容器 |          |          |                    |                       |
| 10                     | Malkuth  | מלכות    | 王国（Kingship）   |                       |

### 描述
- 王冠 -"Crown"-王冠：创世的神圣意志/造物者的无限光/上帝的希伯来文名“Ehyeh Asher Ehyeh - 我自有而永有”
- Chokhmah-"Wisdom"-智慧：在直觉性洞察力被限制为某种意识前，最初的无限闪光/阳性之光/最初的启示/从无中创造
- Binah-"Understanding"-理解：将智慧的无限闪光带入理解的容器中，给智慧以广度和深度上的理解/诞生感情的阴性容器/原因/为自身的原罪悔改从而回归上帝
- 知識 -"Knowledge"-知识: 十质点统一体的中心，也称为生命之树
- Chesed-"Kindness"-慈悲：无私给予的慈爱恩典/上帝的慈爱/鼓舞人心的观点
- Gevurah-"Severity"-严厉：力量/审判/目的/克制/敬畏神
- Tiferet-"Beauty"-美丽：对称/怜悯心中慈悲与严厉的平衡
- Netzach-"Eternity"-胜利
- Hod-"Splendor"-宏伟：威严/光辉/赞颂
- Yesod-"Foundation"-基础：与Malchut的接触、连接及交流/完全记住/连贯的知识
- Malchut-"Kingship"-王国：阴性容器，它培育了感情质点的阳性之光，并使之进入行动之界/在创世中，成为后继世界里王冠意志的起源/神圣计划的实现

### 质点的内涵
| 数算俄梅珥的天数：          | 分化的子质点：     |
| --------------------------- | ------------------ |
| 逾越节的第一天 逃离埃及     |                    |
| 1                           | Chesed 的 Chesed   |
| 2                           | Chesed 的 Gevurah  |
| 3                           | Chesed 的 Tiferet  |
| ……                          |                    |
| 47                          | Malchut 的 Hod     |
| 48                          | Malchut of Yesod   |
| 49                          | Malchut of Malchut |
| 七七节 在西奈山接受摩西五经 |                    |

## 质点的两种结构：Iggulim型圆 与 Yosher型柱
存在两种形式用来描绘质点的性灵排列，这两种形式被比喻为“圆”和“柱”。两者出自中世纪的卡巴拉与《光辉之书》。其后16世纪的鲁利安体系的卡巴拉（Lurianic kabbalah （页面存档备份，存于））中，在初始的宇宙造物的演变期间，两者被系统化为质点演变中的两个连续的阶段。在Isaac Luria的学说中，这种演化是形而上学的修复世界（tikkun （页面存档备份，存于））的过程的核心。

### Iggulim型圆
图示将质点比喻为相继减小的同心圆，且质点从周围无所不在的神性向内辐射。链状进程（Seder hishtalshelus （页面存档备份，存于），此卡巴拉术语指上帝从自身到创造世间万物的进程）中的四世界，或者再加上更高的第五个世界——亚当·卡蒙（Adam Kadmon （页面存档备份，存于）），可以以此图示表示：始自最高处，一直向圆心行进，直至最低处——人类所属的物质世界。每个世界中，十个质点的辐射就像一条分为连续十级的下降链条，一步步地向下一个较低的领域流动。这个表述说明了十个质点中每一个的连续的性质，就如同一个下降链，一个比一个远离无所不在的神性。
图示中周围的空间是无限。在鲁利安体系的卡巴拉（Lurianic kabbalah （页面存档备份，存于））学说中，最外侧的圆是由限制（Tzimtzum （页面存档备份，存于））所制成的“空间”，而在外侧圆内，万物开始被创造。世界一个接一个地远离神的启示，这可以比喻为收缩成为更小的圆。每个世界中的流溢都会形成十个质点，在一个世界形成后，它的最后一个质点（Malchut - 神性计划的实现）会被共享到下一个较低的领域，成为那里的第一个质点（王冠 - 神的意志）。图中延伸到圆心的竖直线，Lurianic kabbalah的学说中，代表流溢从第一束光下降和收缩的路径。

### Yosher型柱

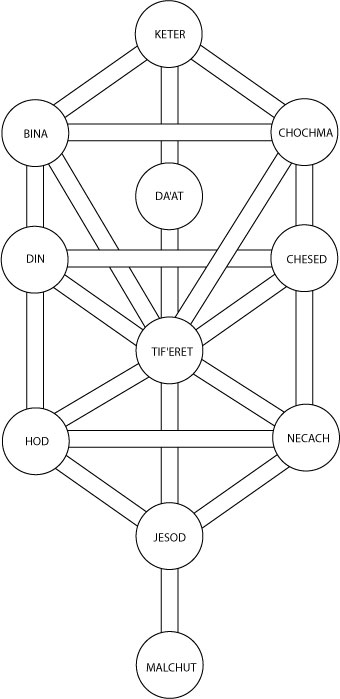
十个质点的Yosher型柱结构，被分为3列

描画质点的最为重要且广为知晓的图表，将之绘为树状且分为三列。右列代表扩张的灵性力量。左列代表它的对立面，限制。中间一列是这两个对立趋势的的平衡与综合。图表中的连接线显示了质点之间灵性流动的独特连接，“22条连接路径”，这与希伯来字母表的22个字母的灵性通道相一致。卡巴拉将希伯来字母视为灵性生命力的通道。《创世纪》对此解释为，创世是通过上帝的10个希伯来语所言进行的（“Let there be..”）。在卡巴拉理论中，这些字母依然保持了内在灵力，来不断地再造万物。在图中依所在列的不同，这些路径分为三类，而这与字母的三种样式一致。

## 角色(Partzufim) - 重新配置的质点
| 质点： 演化前的原始质点                                | 角色： 已演化的完全“角色”形态 |
| ------------------------------------------------------ | --- |
| 意识王冠之上： 王冠                                    | 内在的王冠： Atik Yomin “亘古的神”（"Ancient of Days"） 外在的王冠： Arich Anpin “伟容”（"Long Face/Visage"） （巨面者）(Macroprosopus) |
| 智力上的智慧： Chochma                                 | Abba “父” |
| 智力上的理解： Binah                                   | Imma "母" |
| 6个感情质点： Chesed Gevurah Tiferet Netzach Hod Yesod | Zeir Anpin “细貌”（"Small Face/Visage"） （小脸者）(Microprosopus) 阳性 儿子                                                            |
| 最后的感情质点： Malchut                               | Nukvah "阴性" Zeir Anpin的对应体 隐性 女儿                                                                                              |

## 质点与四世界
十质点象征着卡巴拉（《光辉之书》）的四个不同的“世界”，或者不同的存在层面，其中的主要部分源自下降的“链状进程”观点（即Seder hishtalshelus （页面存档备份，存于），指上帝由自身到创造世间万物的过程），而这种观点则将神圣无限与人类有限的物质领域联系起来。在所有世界中，十质点都放着光。这些质点形成神圣的渠道，每个世界都通过这渠道相继地从无中被创造出来。透过十个特质，未知而无限的神圣本质显现于造物过程中，由此十个神圣特质也就发散到了每个世界。但四世界结构的出现，则是由于在每个世界中都存在某个质点，它在对应世界中占据了主导位置。四世界的每一个都是灵性的，但四世界中的最后一个世界（即“行动之界”）的下一层级——物化的行动之界（ "Asiyah Gashmi"，即物理世界 ）——并非灵性。每个世界都相继远离神性意识，直至我们的世界，上帝可能已被否认。四世界依下降顺序排列如下：
1. 圣光之界（Atzilut-World of "Emanation"，希伯来文：אֲצִילוּת）：无限光照耀着这个世界，且与起源相连。神圣质点Chokhmah——超越理解层面的无限的智慧之光——在圣光之界占主导地位。
2. 创造之界（Beriah-World of "Creation"，希伯来文：בְּרִיאָה 或[8]  בְּרִיָּה）：此世界是从无中创造（creation ex nihilo （页面存档备份，存于））的开端。在此世界，灵魂和天使拥有自身的意识，但无具体形态。神圣质点Binah——智力上的理解——在创造之界占主导地位。
3. 形成之界（Yetzirah-World of "Formation"，希伯来文：יְצִירָה）： 在此世界，造物涉及到了形态层面。神圣质点从Chesed到Yesod在形成之界站主导地位。
4. 行动之界（Asiyah-World of "Action"，希伯来文：עֲשִׂיָּה）：在此世界，造物向下涉及到物质层面、物质领域。神圣质点Malchut在行动之界占主导地位。

光辉之书提及了以上四世界或四个存在层面。而在Lurianic Kabbalah （页面存档备份，存于）中，则计算了五个世界。其中除了以上四世界，还包含了更高的第五个世界——亚当·卡蒙（Adam Kadmon （页面存档备份，存于）），这个世界彰显了神性的一个层面，它居于无限与其下的四世界之间，居间调和。
由于四世界将无限与人类领域关联，这能得使灵魂能够向着神性所在，上升到虔诚而神秘的状态。每个世界都可理解为对人的本性——“渴望获取”——这种意图性的空间划分，也可理解为使灵魂向上回归造物主，或与之统一的方法。

## 图片库

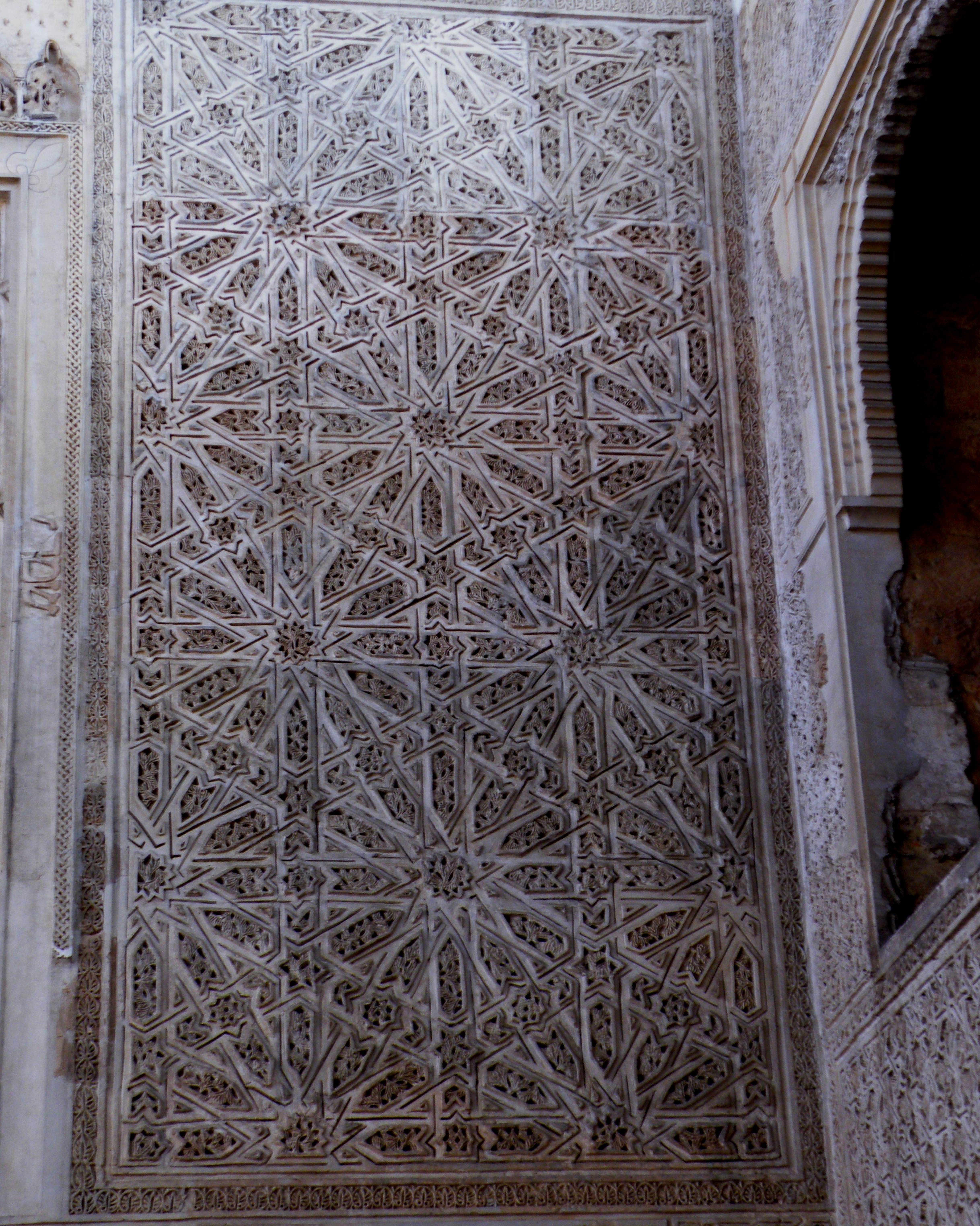
西班牙科尔多瓦犹太教堂东墙处的十质点